# SVD 49 Dortmund
SVD 49 Dortmund ist eine im Jahre 1976 gegründeten Dortmunder Basketball-Mannschaft. Die Mannschaft wird auch als SVD 49 Baskets bezeichnet. Die 1. Mannschaft des Vereins spielt derzeit in der 1. Regionalliga. Der größte Erfolg war der Aufstieg in die 1. Bundesliga im Jahr 1992. Neben der ersten Mannschaft gibt es weitere fünf Seniorenteams und fünf Jugendmannschaften, darunter eine U18, eine U16, eine U14, eine U12 sowie eine U10.

## Geschichte
Im Jahr 1976 schloss sich eine vorher unabhängige Basketballgemeinschaft als Abteilung dem „SV Derne 49 Dortmund“ an. Heute ist der SV Derne 49 Dortmund einer der größten Mehrspartenvereine in Dortmund. Bereits 1977 gelang den 49ers der Aufstieg in die 1. Kreisklasse. Dies war der Anfang einer erfolgreichen Ära in der Geschichte des SVD. Wenig später konnte der bis dahin unbekannte Verein in die Bezirksliga aufsteigen. In der Saison 1980/1981 gelang der direkte Aufstieg in die Landesliga. Erfolge auf westdeutscher Ebene waren beinahe zwangsläufig. Nach einem kurzen Zwischenspiel in der Bezirksliga, folgte der erneute Aufstieg in die Landesliga, in der die Mannschaft in den folgenden drei Jahren aktiv war.
In der Spielzeit 1988/1989 erreichte man die 1. Regionalliga. Als Neuling in der Liga gelang dem SVD sofort der Aufstieg in die zweithöchste deutsche Spielklasse, die 2. Bundesliga. Im darauffolgenden Jahr konnte man mit dem Klassenerhalt das vorher erklärte Ziel erreichen. Mit vielen, teils prominenten, Neuverpflichtungen wollte sich die damalige Vereinsführung mittelfristig an die 1. Bundesliga orientieren. Mit den 1990er Jahren  begannen die „Goldenen Jahre“ des Dortmunder Basketballs. Am Ende der Saison 1991/1992 stieg die junge Mannschaft aus Dortmund erstmals in die 1. Bundesliga auf. Zum Ende der ersten Bundesliga-Spielzeit konnte der SV Dortmund die Klasse nicht halten und trat den Gang zurück in die 2. Bundesliga an. In der abschließenden Bilanz konnte das Team unter anderem einen Sieg gegen den deutschen Rekordmeister Bayer Giants Leverkusen vorweisen. Aufgrund finanzieller Zwänge erfolgte der Spielbetrieb in der kommenden Saison in der 1. Regionalliga. Dort spielte man dann bis zur Saison 1999/2000. Zwar war der SVD in diesen Jahren immer im oberen Tabellendrittel vertreten, jedoch konnte der Aufstieg, außer in den Jahren 1993/1994 und 1999/2000, aus finanziellen Gründen nie realisiert werden.
Das Spieljahr 2000/01 war von wirtschaftlichen Problemen geprägt, unter anderem beendete der damalige Sponsor sein Engagement in Dortmund und stellte die finanziellen Unterstützungen ein. Der Verein war zum wiederholten Mal zu einem Neuanfang in der 1. Regionalliga gezwungen. Der Verein konnte sich schnell erholen und zwischen 2000 und 2005 den vierten Platz erreichen. Darüber hinaus konnte in den Jahren 2005 und 2006 der WBV-Pokal gewonnen werden. In der Saison 2005/06 erreichte die Mannschaft des SVD den ersten Platz und damit die sportliche Qualifikation für die 2. Bundesliga. Nachdem der mögliche Aufstieg lange Zeit in Frage stand, konnte er schließlich mit Hilfe des neuen Hauptsponsors, der PSD Bank, realisiert werden. Die Westfalen konnten die Klasse jedoch erneut nicht halten und stiegen als Tabellenletzte nach nur einem Jahr wieder zurück in die Regionalliga ab.
Am 8. April 2003 ist der Förderverein SVD Young Stars e. V. gegründet worden. Zweck des Vereins ist die ideelle und finanzielle Förderung der Basketballjugend des SVD 49. Auch dieser Förderverein trägt zur finanziellen Planungssicherheit des Vereins bei.

## Sportliche Erfolge
Sportlicher Höhepunkt war die Saison in der 1. Bundesliga. Erwähnenswert ist auch der zweimalige Gewinn des WBV-Pokals in den Jahren 2005 und 2006. Auch der überraschende Einzug in die 2. Hauptrunde des BBL-Pokals zählt zu den größten Erfolgen des Vereins. Damals konnte man zunächst den die damaligen Zweitligisten Düsseldorf Magics und die ETB Wohnbau Baskets Essen besiegen. In der 2. Hauptrunde traf man anschließend auf den Bundesligisten EWE Baskets Oldenburg, gegen den man allerdings ohne Chance blieb.
| - 1990 Aufstieg in die 2. Bundesliga - 1992 Aufstieg in die 1. Bundesliga - 1993 Aufstieg in die 2. Bundesliga - 2000 Aufstieg in die 2. Bundesliga | - 2004 Vize-WBV-Pokalsieger - 2005 WBV-Pokalsieger - 2006 WBV-Pokalsieger - 2006 Aufstieg in die 2. Bundesliga |

## Bekannte (ehemalige) Spieler
- Yasin Merzoug
- Michael Thimm
- Peter Radegast
- Phillip Sellers
- Jason Price
- Mieczysław Młynarski
- Hazim Yakin
- Thorsten Bohnenkamp
- Stephan Bolt

## Spielstätte
Die derzeitige Spielstätte ist die „Brügmannhalle“ in der Dortmunder Innenstadt. Sie verfügt momentan über 1500 Plätze. Da diese Halle den Anforderungen einer modernen Sporthalle schon lange nicht mehr erfüllt, plant die Stadt Dortmund mittelfristig einen Neubau. Die zukünftige neue Halle der 49ers soll dann voraussichtlich für 3500–5000 Personen vorgesehen sein.